# Algha
Algha (kasachisch Алға; russisch Алга Alga) ist eine Kleinstadt im nordwestlichen Kasachstan.

## Geografie
Algha liegt im Westen Kasachstans im Gebiet Aqtöbe an den Ufern des Flusses Ilek, 44 km südlich der Gebietshauptstadt Aqtöbe und ist der Verwaltungssitz des Audan Algha.

## Geschichte
Der Ort entstand ab 1930 mit dem Bau eines Chemiewerks zur Verarbeitung von Phosphorit aus großen Vorkommen in der Umgebung. Das Werk zur Herstellung von Mineraldünger war der erste chemische Betrieb auf dem Gebiet des heutigen Kasachstan und sollte die Baumwollanbaugebiete der Sowjetunion mit Dünger versorgen. Mit der Erweiterung des Werks kamen immer mehr Arbeiter und es entstand neben dem Chemiewerk eine Siedlung. 1932 entstanden drei mehrstöckige Gebäude, ein Club, ein Theater, eine Schule, ein Kaufhaus und mit dem Bau eines Krankenhauses wurde begonnen. 1934 erhielt der Ort den Status einer Arbeitersiedlung. Der Ort bekam am 15. August 1961 die Stadtrechte verliehen.
Der Zusammenbruch der Sowjetunion stürzte die Stadt Anfang der 1990er Jahre in eine schwere Krise. Das Chemiewerk, das etwa 15.000 Menschen beschäftigte, ging bankrott und musste 1996 den Betrieb endgültig einstellen. Auf einer Fläche von 700 Hektar verfielen die Werksgebäude zu Ruinen, dazu kamen gefährliche chemische Abfälle. Mehrere Tausend Einwohner verließen Algha infolgedessen, viele Gebäude in der Stadt standen leer. Bis heute gibt es nördlich der Stadt zwei große Absetzbecken mit giftigen Abfällen, auf dem Gelände der ehemaligen Fabrik haben sich zudem große Mengen Schwermetallsalze angesammelt. Eine Studie der regionalen Behörden stufte die Bodenverschmutzung als erhebliche Gefahr für die Umwelt und die menschliche Gesundheit ein.

## Bevölkerung
Bei der Volkszählung 1999 hatte Algha 15.372 Einwohner. Die Volkszählung 2009 ergab für den Ort eine Einwohnerzahl von 19.705. Bei der letzten Volkszählung 2021 lebten 22.446 Menschen in Algha. Die Fortschreibung der Bevölkerungszahl ergab zum 1. Januar 2025 eine Einwohnerzahl von 22.722.
| Einwohnerentwicklung               | Einwohnerentwicklung | Einwohnerentwicklung | Einwohnerentwicklung | Einwohnerentwicklung | Einwohnerentwicklung | Einwohnerentwicklung | Einwohnerentwicklung |
| 1939                               | 1959                 | 1970                 | 1979                 | 1989                 | 1999                 | 2009                 | 2021                 |
| ---------------------------------- | -------------------- | -------------------- | -------------------- | -------------------- | -------------------- | -------------------- | -------------------- |
| 8.330                              | 11.748               | 14.221               | 16.420               | 17.910               | 15.372               | 19.705               | 22.446               |
| Anmerkung: Volkszählungsergebnisse |                      |                      |                      |                      |                      |                      |                      |

## Verkehr
Durch die Stadt verläuft die Fernstraße A27. Sie führt in nördlicher Richtung nach Aqtöbe und endet dort; in Richtung Süden führt sie über Qandyaghasch und Maqat bis nach Atyrau und von dort weiter entlang des Kaspischen Meeres zur russischen Grenze bei Astrachan. Alga verfügt über einen Bahnhof an der Trans-Aral-Eisenbahn, die das russische Orenburg mit der usbekischen Hauptstadt Taschkent verbindet.

## Söhne und Töchter der Stadt
- Schaqsylyq Dosqalijew (* 1955), Arzt und Politiker